# Lipogeneza
Lipogeneza – anaboliczny proces estryfikacji, polegający na syntezie triacylogliceroli z wykorzystaniem kwasów tłuszczowych pochodzących z chylomikronów i lipoprotein lub powstałych w wyniku liponeogenezy. Proces zachodzi w warunkach dodatniego bilansu energetycznego, głównie w tkance tłuszczowej.
Kwasy tłuszczowe są uwalniane z wymienionych wcześniej substancji znajdujących się w sąsiadującymi z adypocytami naczyniami włosowatymi dzięki enzymowi, lipazie lipoproteinowej. Następnie dochodzi do właściwej syntezy zachodzącej dzięki trzem innym enzymom – syntazie acetylo-CoA, acylotransferazie fosforanu glicerolu i fosfohydrolazie fosfolipidowej.
Wzrost intensywności procesu wynika z działania insuliny, a spadek z działania adrenaliny oraz następuje podczas głodówki. Do syntezy 1 mola triacyloglicerolu wykorzystywana jest energia z rozpadu 8 moli ATP